# 愛媛県道278号伊予宮野下停車場務田線
愛媛県道278号伊予宮野下停車場務田線 （えひめけんどう278ごう いよみやのしたていしゃじょうむでんせん）は、愛媛県宇和島市を通る一般県道である。

## 概要
宇和島市三間町宮野下から宇和島市三間町迫目に至る。

### 路線データ
- 起点：宇和島市三間町宮野下（愛媛県道283号広見吉田線交点）
- 終点：宇和島市三間町迫目（愛媛県道57号広見三間宇和島線交点）

## 地理

### 通過する自治体
- 宇和島市

### 交差する道路
| 交差する道路                 | 交差する場所 | 交差する場所 |
| ---------------------------- | ------------ | ------------ |
| 愛媛県道283号広見吉田線      | 三間町宮野下 | 起点         |
| 愛媛県道57号広見三間宇和島線 | 三間町迫目   | 終点         |

### 交差する鉄道
- 予土線

### 沿線
- 宇和島市立三間小学校
- JR四国予土線
  - 伊予宮野下駅 - 務田駅